# Atletismo nos Jogos Pan-Americanos de 2019 - 400 m feminino
A competição dos 400 m rasos feminino foi um dos eventos do atletismo nos Jogos Pan-Americanos de 2019, em Lima, no Peru. A prova foi realizada entre os dias 7 e 8 de agosto.

## Calendário
Horário local (UTC-5).
| Data        | Horário | Fase      |
| ----------- | ------- | --------- |
| 7 de agosto | 15:20   | Semifinal |
| 8 de agosto | 17:10   | Final     |

## Medalhistas
| Ouro   | JAM Shericka Jackson |
| Prata  | MEX Paola Morán      |
| Bronze | USA Courtney Okolo   |

## Recordes
Recordes mundial e pan-americano antes da disputa dos Jogos Pan-Americanos de 2019.
| Tipo                             | Atleta             | Tempo | Local    | Data                 |
| -------------------------------- | ------------------ | ----- | -------- | -------------------- |
|                                  | Marita Koch        | 47.60 | Camberra | 6 de outubro de 1985 |
| Recorde dos Jogos Pan-Americanos | Ana Fidelia Quirot | 49.61 | Havana   | 5 de agosto de 1991  |

## Resultados

### Semifinal
Qualificação: Os 3 primeiros em cada bateria (Q) e os 2 mais rápidos (q) se classificaram para a final. Os resultados foram os seguintes:
| Colocação | Bateria | Atleta            | Nacionalidade                | Tempo | Notas |
| --------- | ------- | ----------------- | ---------------------------- | ----- | ----- |
| 1         | 2       | Paola Morán       | MEX México                   | 51.58 | Q     |
| 2         | 1       | Shericka Jackson  | JAM Jamaica                  | 51.99 | Q     |
| 3         | 1       | Roxana Gómez      | CUB Cuba                     | 52.04 | Q     |
| 4         | 1       | Jaide Stepter     | USA Estados Unidos           | 52.17 | Q     |
| 5         | 2       | Courtney Okolo    | USA Estados Unidos           | 52.31 | Q     |
| 6         | 2       | Sada Williams     | BAR Barbados                 | 52.39 | Q     |
| 7         | 1       | Kyra Constantine  | CAN Canadá                   | 52.92 | q     |
| 8         | 1       | Aliyah Abrams     | GUY Guiana                   | 52.95 | q     |
| 9         | 2       | Natassha McDonald | CAN Canadá                   | 53.15 |       |
| 10        | 1       | Yenifer Padilla   | COL Colômbia                 | 53.20 |       |
| 11        | 2       | Lina Licona       | COL Colômbia                 | 53.53 |       |
| 12        | 1       | Noelia Martinez   | ARG Argentina                | 53.96 |       |
| 13        | 2       | Maria MacKenna    | CHI Chile                    | 54.11 |       |
| 14        | 2       | Anastasia Le-Roy  | JAM Jamaica                  | 54.18 |       |
| 15        | 2       | Ashley Kelly      | IVB Ilhas Virgens Britânicas | 54.42 |       |
| 16        | 1       | Kanika Beckles    | GRN Granada                  | 54.64 |       |
| 17        | 1       | Maitte Torres     | PER Peru                     | 54.66 |       |

### Final
Os resultados foram os seguintes:
| Colocação         | Faixa | Atleta           | Nacionalidade      | Tempo | Notas                |
| ----------------- | ----- | ---------------- | ------------------ | ----- | -------------------- |
| Medalha de ouro   | 5     | Shericka Jackson | JAM Jamaica        | 50.73 |                      |
| Medalha de prata  | 4     | Paola Morán      | MEX México         | 51.02 | Recorde pessoal      |
| Medalha de bronze | 6     | Courtney Okolo   | USA Estados Unidos | 51.22 |                      |
| 4                 | 7     | Roxana Gómez     | CUB Cuba           | 51.65 | Recorde da temporada |
| 5                 | 3     | Kyra Constantine | CAN Canadá         | 51.99 |                      |
| 6                 | 9     | Sada Williams    | BAR Barbados       | 52.25 |                      |
| 7                 | 2     | Aliyah Abrams    | GUY Guiana         | 52.63 |                      |
| 8                 | 8     | Jaide Stepter    | USA Estados Unidos | DSQ   |                      |

Legenda
| Recorde mundial                  | Recorde mundial (World record)               |                       | Recorde africano                      | Recorde africano (African) |                                           | Q | Classificado por posição (Qualified) |
| Recorde dos Jogos Pan-Americanos | Recorde pan-americano (Pan-American record)  | Recorde da América    | Recorde da América (Americas)         | q                          | Classificado por melhor tempo (Qualified) |   |                                      |
| Melhor marca do ano              | Melhor marca do ano (World leading)          | Recorde asiático      | Recorde asiático (Asian)              | DNS                        | Não largou (Did not start)                |   |                                      |
| Recorde nacional                 | Recorde nacional (National record)           | Recorde europeu       | Recorde europeu (European)            | DNF                        | Não terminou (Did not finish)             |   |                                      |
| Recorde pessoal                  | Recorde pessoal do atleta (Personal best)    | Recorde da Oceania    | Recorde da Oceania (Oceania)          | DSQ / DQ                   | Desclassificado (Disqualified)            |   |                                      |
| Recorde da temporada             | Recorde da temporada do atleta (Season best) | Recorde sul-americano | Recorde sul-americano (South America) | NM                         | Sem marca (No mark)                       |   |                                      |